# Бураго (Бреша)
Бураго је насеље у Италији у округу Бреша, региону Ломбардија.
Према процени из 2011. у насељу је живело 78 становника. Насеље се налази на надморској висини од 238 м.